# Souk Sidi El Bahri

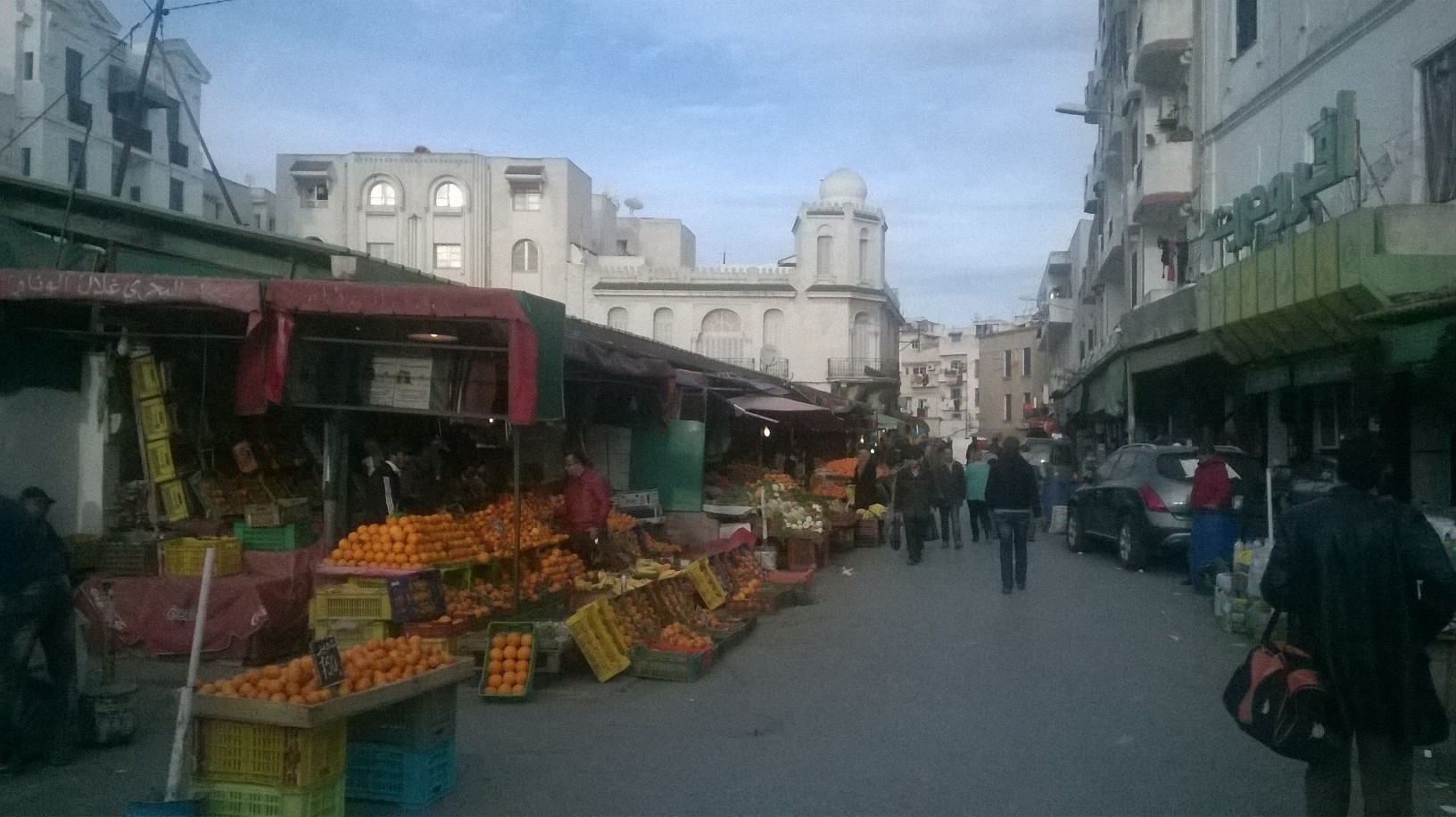
Vue du souk Sidi El Bahri

Le souk Sidi El Bahri (arabe : سوق سيدي البحري) est l'un des souks de Tunis. Ses produits sont divers et destinés à une utilisation quotidienne.

## Localisation

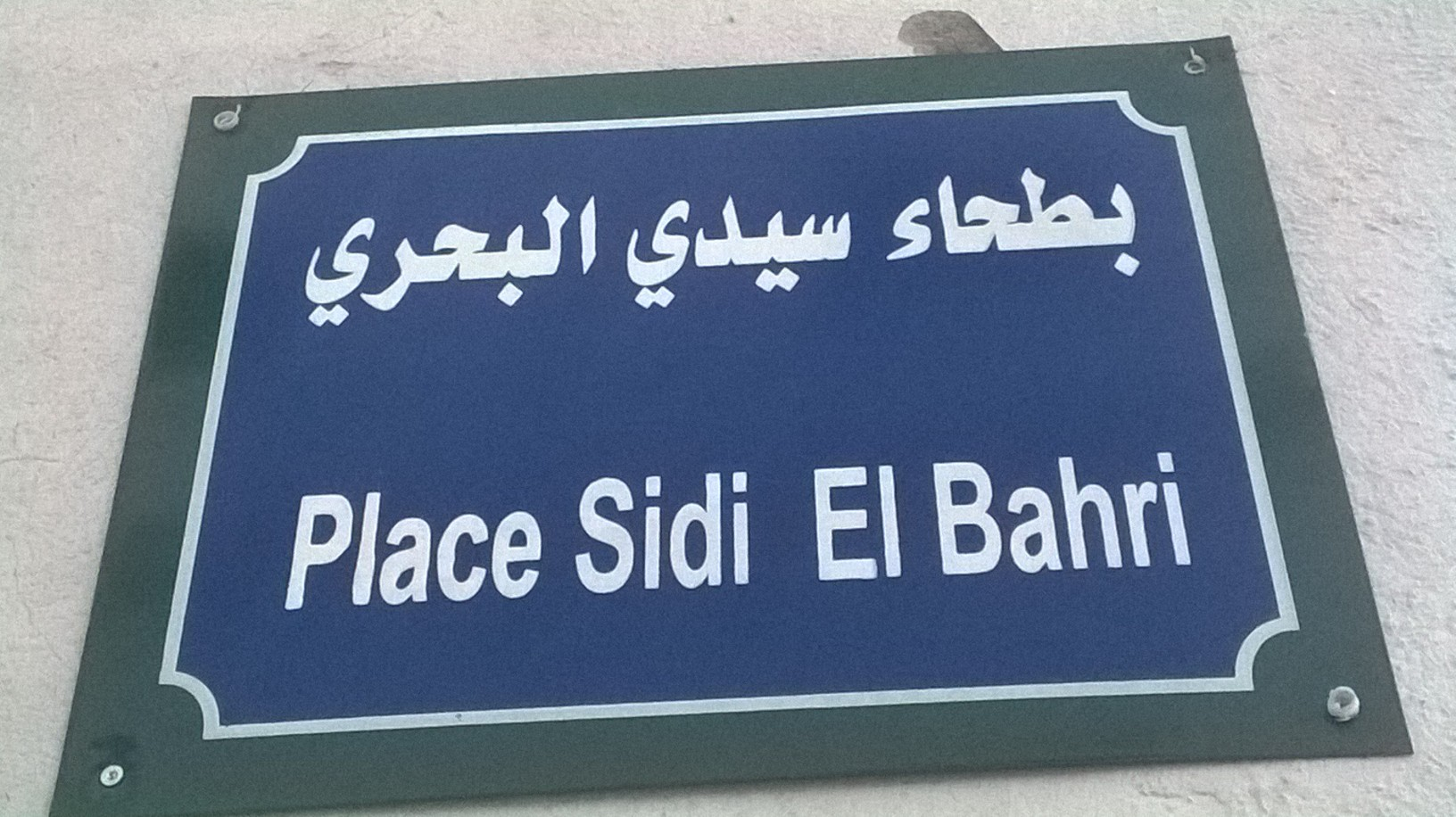
Plaque métallique indiquant la place Sidi El Bahri

Situé près de Bab El Khadra, l'une des portes de la médina, au niveau du faubourg nord, on peut y accéder à partir de la place Ali-Belhouane par la rue du Liban.
Il prend origine au niveau de la place Sidi El Bahri et s'étend sur toute la longueur de la rue Belhassine-Jrad.

## Historique
Daté de l'époque du protectorat français, il est réaménagé en 2002 sur ordre du maire de Tunis. Le nouvel agencement du marché prévoit 151 stands dont 121 pour les fruits et légumes, douze pour les poissonniers et dix pour la vente de viande de volaille.

## Monuments
On y trouve l'église du Sacré-Cœur de Tunis datant de l'époque du protectorat français et reconvertie en commissariat de police, ainsi qu'un ancien hammam appelé El Siouda (Les Lions).

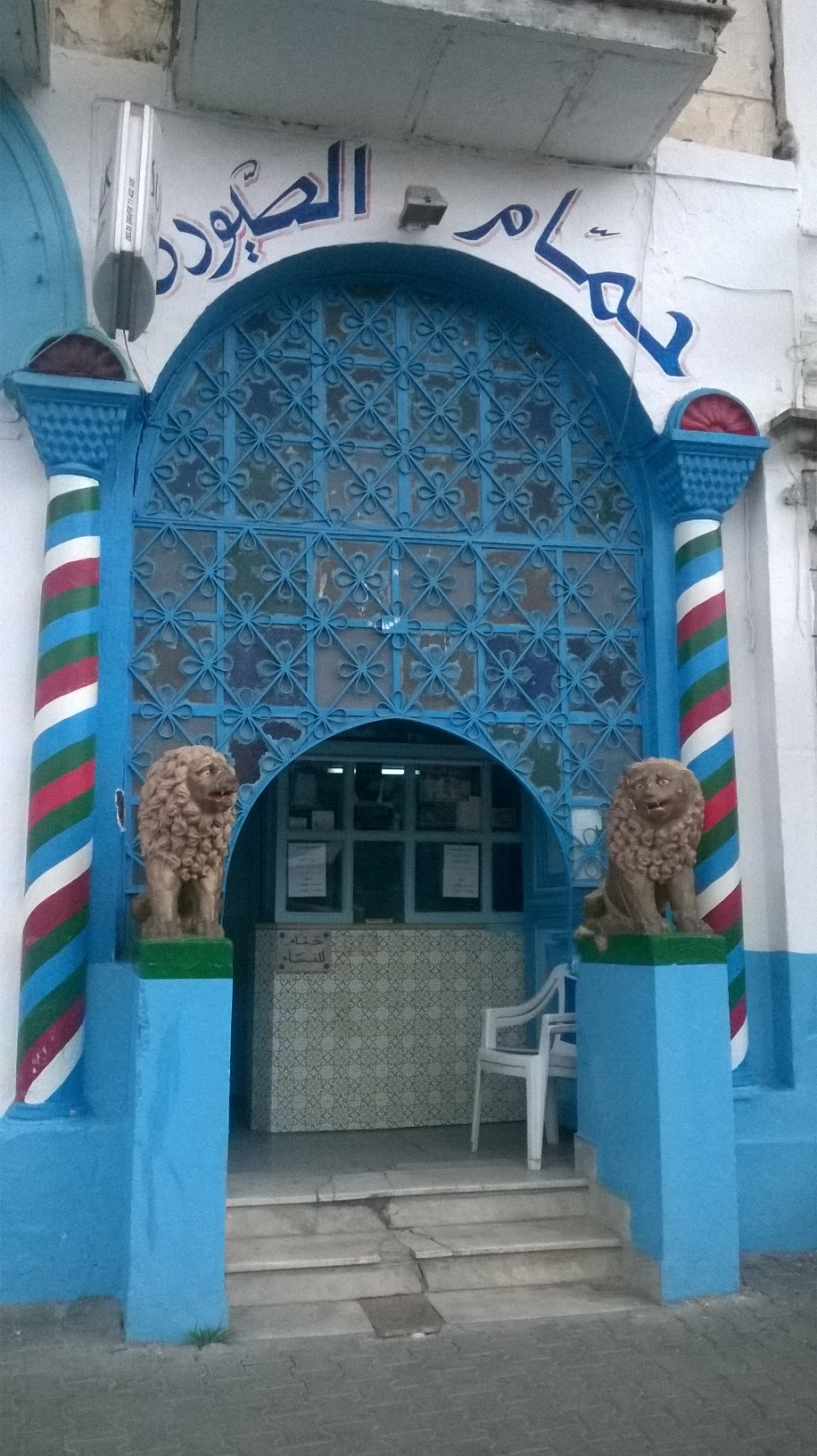
Entrée du hammam El Siouda
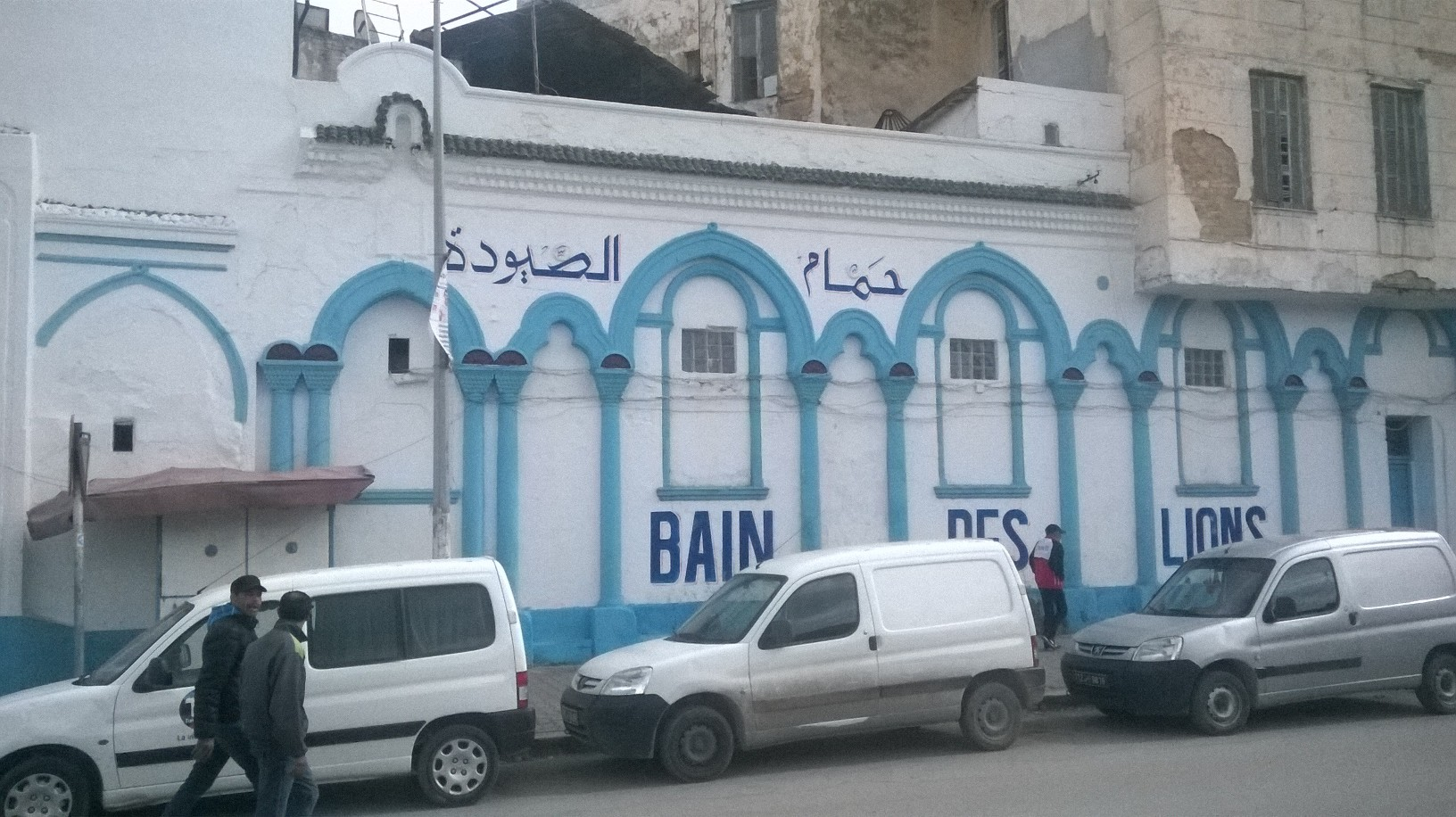
Mur du hammam El Siouda
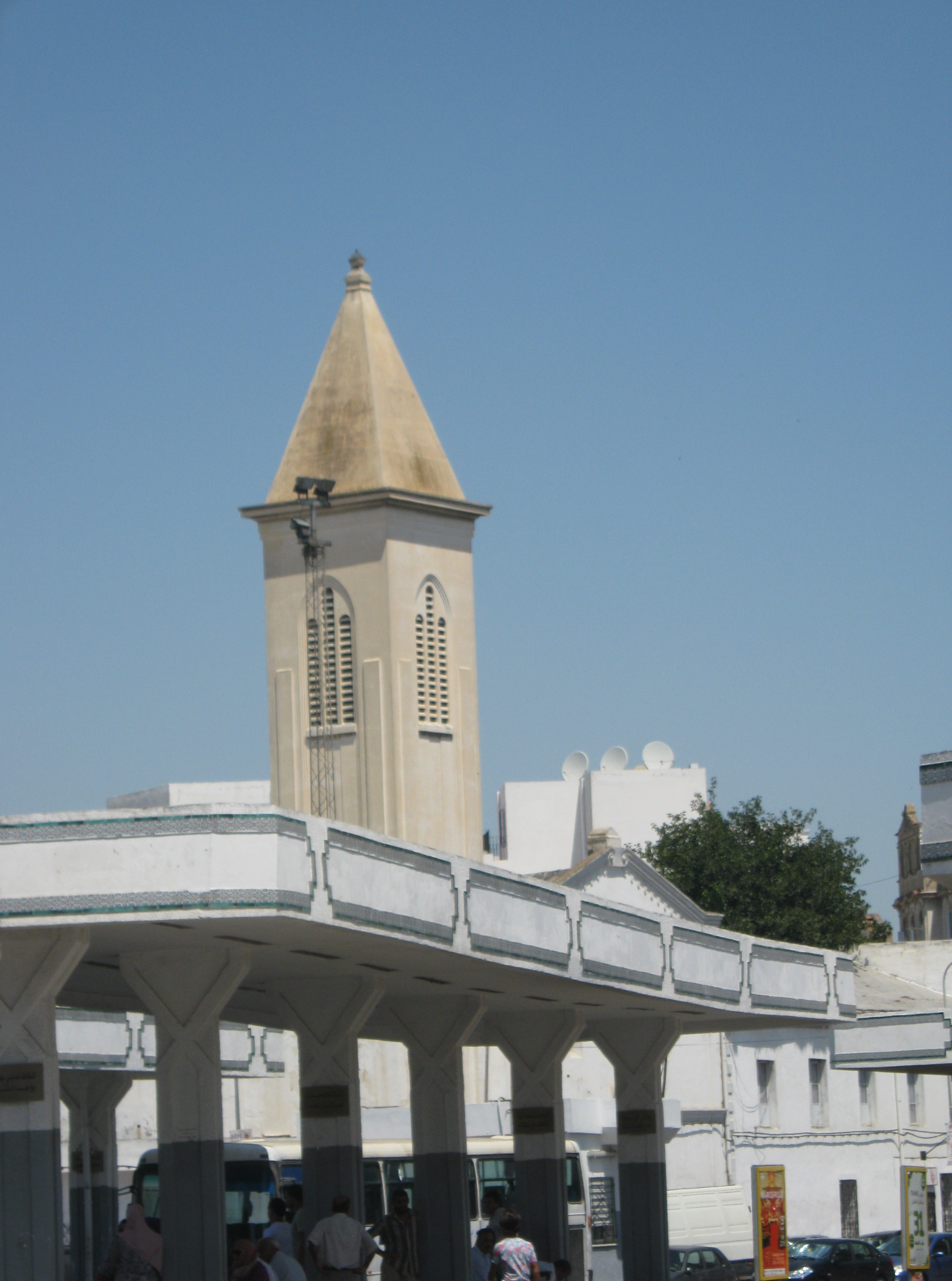
Clocher de l'église du Sacré-Cœur à Bab El Khadra